# Ernst Thälmann

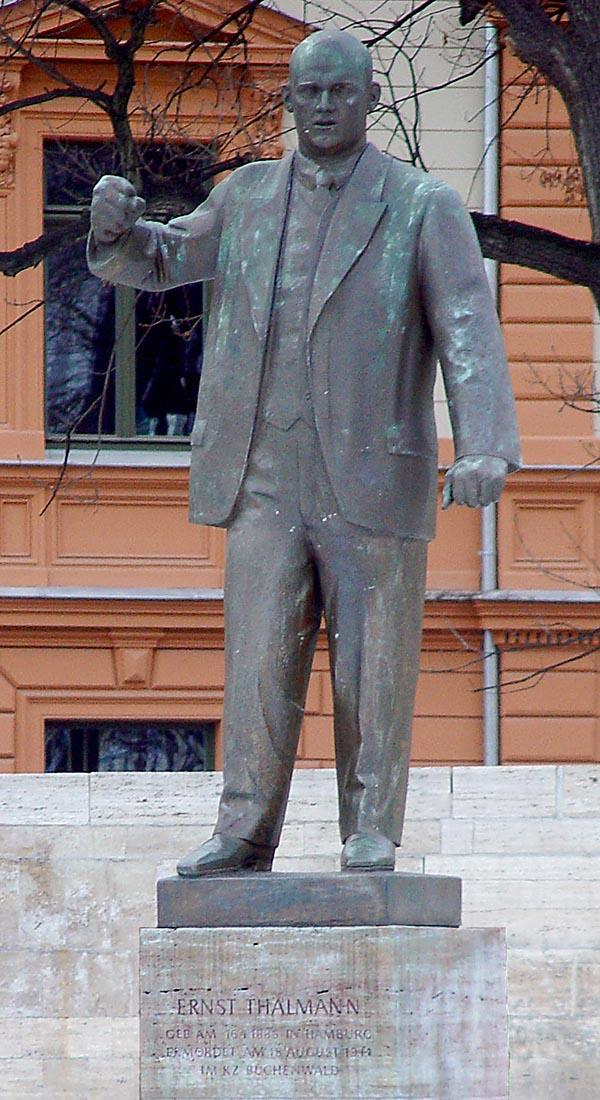
Ernst Thälmann som staty i Weimar.

Ernst Thälmann, född 16 april 1886 i Hamburg, död 18 augusti 1944 i koncentrationslägret Buchenwald, var Tysklands kommunistiska partis ledare under 1920- och 1930-talen och kandidat i presidentvalet 1932. Thälmann fängslades efter nazisternas maktövertagande 1933 och hölls i isoleringscell, innan han sköts på order av Adolf Hitler i augusti 1944. Thälmann tros ha myntat termen socialfascism.

## Biografi
Ernst Thälmann växte upp i Hamburg. År 1893–1900 gick han i folkskola. Han kom redan som barn i kontakt med arbetarrörelsen genom hamnarbetare i Hamburg. År 1903 gick han med SPD och engagerade sig fackligt i Zentralverband der Handels-, Transport- und Verkehrsarbeiter Deutschlands. År 1913 stödde han Rosa Luxemburgs krav på storstrejk för att få igenom politiska krav. År 1915 blev han inkallad och tjänstgjorde i artilleriet på västfronten. Han dekorerades bland annat med Järnkorset av andra klassen, Hansakorset och Såradmärket. År 1918 deserterade han genom att inte återvända efter en permission. Han gick samma år med i USPD och blev ordförande för USPD i Hamburg 1919. Han var också med och byggde upp arbetar- och soldatrådet i Hamburg. Thälmann gick sedan över till Tysklands kommunistiska parti (KPD) i Hamburg.
Hamburgupproret, Hamburger Aufstand, ägde rum 1923 och startades av en militant del inom KPD i Hamburg. Det startade den 23 oktober 1923 men slogs omgående ner och upproret var slut natten till den 24 oktober 1923. I ledningen för upproret fanns Thälmann och Hugo Urbahns. 
I maj 1924 blev Thälmann riksdagsledamot för KPD och i september 1925 blev han ordförande i partiet. Han ställde upp som presidentkandidat 1925 och fick 6,4 procent av rösterna. Vid KPD:s partidag 1929 i Wedding i Berlin gick han på konfrontationskurs mot SPD efter Blutmai. I samband med nazisterna maktövertagande 1933 ville Thälmann starta en generalstrejk men av detta blev inget. Den 3 mars 1933 greps Thälmann av polis och fängslades. Han förhördes och misshandlades i häktet; nazisterna planerade att åtala Thälmann för högförräderi. År 1937 flyttades han från Berlin till Hannover. År 1944 fördes Thälmann till koncentrationslägret Buchenwald där han sköts efter sammanlagt elva år i isoleringscell. Han är begraven på Zentralfriedhof Friedrichsfelde i Berlin-stadsdelen Lichtenberg.

### Minnen över Thälmann
I Östtyskland kom minnet över Thälmann att manifesteras på flera sätt. Ungdomsorganisationen i Östtyskland, Pionjärerna, var i sitt fullständiga namn uppkallat efter Thälmann till Pionierorganisation Ernst Thälmann. En rad statsägda företag i DDR bar namnet Ernst Thälmann, bland annat VEB Robotron Büromaschinenwerk Ernst Thälmann Sömmerda samt Vereinigung Volkseigner Betriebe (VVB) Schwermaschinenkombinat Ernst Thälmann Magdeburg. I östra Berlin skapades Ernst-Thälmann-Park med en stor bronsstaty av Lew Kerbel 1988, vidare namngavs ett antal gator och platser i DDR efter honom, och under 1950-talet producerades filmerna Thälmann – Sohn seiner Klasse och Thälmann – Führer seiner Klasse.
Efter Berlinmurens fall ströks alla gator och dylikt med Thälmanns namn i östra Berlin, medan de fortfarande finns kvar i andra orter i gamla DDR.
Två tyskspråkiga bataljoner ur de Internationella brigader som deltog i spanska inbördeskriget var uppkallade efter honom. Kuba namngav 1972 en liten ö till Cayo Ernesto Thaelmann.